# Ernest Callenbach
Ernest Callenbach, né le 3 avril 1929 à Williamsport en Pennsylvanie et mort le 16 avril 2012 à Berkeley en Californie, est un écrivain, critique de cinéma et journaliste américain, partisan de la simplicité volontaire.

## Biographie
Ernest Callenbach nait à Williamsport le 3 avril 1929.
Ernest Callenbach est principalement connu pour son roman semi-utopique Écotopie (1975). Le roman se vend à plus d'un million d'exemplaires.

## Œuvres
- (en) Living Poor With Style, Bantam, 1972
- Écotopie, Stock, 1978 ((en) Ecotopia, Banyan Tree Books, 1975)Réédition, Rue de l'échiquier, coll. « Fiction », 2018 ; réédition, Gallimard, coll. « Folio SF » no 670, 2021
- (en) Ecotopia Emerging, Banyan Tree Books, 1981
- (en) The Ecotopian Encyclopaedia for the 80's: A Survival Guide for the Age of Inflation, And/Or Press, 1981
- (en) A Citizen Legislature, Bookpeople, 1985Édition révisée, Imprint Academic, 2008
- (en) Publisher's Lunch, Ten Speed Press, 1989
- (en) Ecology: A Pocket Guide, University of California Press, 1998Édition révisée, 2008
- (en) Living Cheaply With Style: Live Better and Spend Less, Ronin, 1993Deuxième édition, Ronin, 2000
- (en) Bring Back the Buffalo!: A Sustainable Future for America's Great Plains, University of California Press, 2000